# Theódoros Parastatídis
Theódoros Parastatídis (en grec moderne : Θεόδωρος Παραστατίδης), né le 21 janvier 1952 à Áno Apóstoli en Grèce, est un homme politique grec.

## Biographie
Aux élections législatives grecques de janvier 2015, il est élu député au Parlement grec sur la liste de la SYRIZA dans la circonscription de Kilkís.